# 宋庭瑜
宋庭瑜（?—?），祖籍廣平郡，唐朝邢州南和县人，邛州刺史宋大辯之孙，襄陽县尉宋守慎之子。
唐中宗喝酒戏谑，欲夺司农少卿宋廷瑜所赐鱼符袋。武平一上书劝谏，唐中宗不纳。唐玄宗先天年间，宋庭瑜自司农少卿贬为涪州别驾。开元年间，宋庭瑜累迁庆州都督。宋庭瑜的岳父魏克己曾经提携年轻时的张说，张说这时担任中书令，宋庭瑜妻魏氏对丈夫担任外官不满，于是写信给张说，叙亡父往昔之事，为宋庭瑜申理，抄录《南征赋》寄给张说。张说叹道：“曹大家《东征》之流也。”宋庭瑜转任广州都督，途中病故。魏氏在《旧唐书·列女传》有传。其子宋顒，常州刺史。